# Sazes do Lorvão
Sazes do Lorvão ist eine Gemeinde (Freguesia) im portugiesischen Kreis Penacova. In ihr leben 713 Einwohner (Stand 19. April 2021).